# Дюрхольм, Трине
Трине Дюрхольм (дат. Trine Dyrholm; род. 15 апреля 1972, Оденсе, Дания) — датская актриса и певица. Дюрхольм начала музыкальную карьеру в возрасте 8 лет с оркестром Оденсе, а стала известна в 1987 году, заняв 3-е место в отборочном туре на участие в «Евровидении». В том же году вышел её первый альбом Danse i Måneskin. Всего за свою карьеру Дюрхольм записала пять альбомов.
В 1990 году Дюрхольм дебютировала в кино, снявшись в фильме «Прилив». За эту роль актриса удостоилась главной кинематографической премии Дании «Бодиль». После Дюрхольм ещё шесть раз получала «Бодиль», а также пять раз была на неё номинирована. В 2016 году была удостоена премии «Серебряный медведь» за лучшую женскую роль за работу в фильме «Коммуна».

## Биография
Трине Дюрхольм родилась 15 апреля 1972 года в Оденсе, Дания. В возрасте 8 лет она начала выступать с оркестром Оденсе. В 1987 году, в возрасте 14 лет, Дюрхольм приняла участие в отборочном туре на участие в «Евровидении», где исполнила песню «Danse i Måneskin». Певица заняла 3-е место. В том же году она выпустила свой дебютный альбом Danse i Måneskin.
В 1990 году состоялся дебют Дюрхольм в кино: она исполнила ведущую роль в подростковой драме «Прилив». За эту работу 17-летняя актриса удостоилась главной кинематографической премии Дании «Бодил». После этого Дюрхольм появилась в таких картинах, как «Казанова», «В Китае едят собак» и «Близнецы». В 2003 году актриса была номинирована на премию «Роберт» за игру в фильме «Точка зрения». Следующей успешной работой Трине стала роль в драме «В твоих руках», рассказывающей об отношениях тюремного священника Анны, долгое время безуспешно пытающейся забеременеть, и преступницы Кейт. Дюрхольм, сыгравшая Кейт, получила премии «Бодил», «Роберт» и «Зулу».
В 2004 году вышел мини-альбом Дюрхольм Mr. Nice Guy, содержащий три композиции, написанные для одноимённого телешоу. Пластинка занимала 1-е место в датском хит-параде «Tracklisten» более 62 недель.
В 2005 и 2006 годах Дюрхольм дважды подряд была удостоена «Бодил» за роли в фильмах «Мухи на стене» и «Мыло». Следующие два года она номинировалась на статуэтку «Бодил» за работы в картинах «Дэйзи Бриллиант» и «Маленький солдат», но в конечном итоге уступала другим исполнительницам.
В 2010 году Дюрхольм исполнила ведущую роль в оскароносной картине «Месть», за которую удостоилась премий «Бодил» и «Роберт». В 2012 году Дюрхольм снялась в картине «Королевский роман», где воплотила образ королевы Юлианы Марии Брауншвейг-Вольфенбюттельской. «Королевский роман» был положительно встречен критиками и номинирован на «Оскар» как лучший фильм на иностранном языке.
За «Королевским романом» последовала главная роль в романтической комедии «Любовь – это всё, что тебе нужно», срежиссированной Сюзанной Бир. Партнёром Дюрхольм в фильме был известный актёр Пирс Броснан. Согласно интервью Трине, в начале съёмок она чувствовала себя несколько скованно в совместных с ним сценах, но быстро раскрепостилась. В 2013 году Дюрхольм появилась в картине «3096 дней», основанной на истории австрийской девушки Наташи Кампуш, похищенной в возрасте десяти лет Вольфгангом Приклопилем и проведшей в заточении более 8 лет. Дюрхольм исполнила роль матери Наташи Бригитты Сирни.
В 2014 году вошла в состав жюри 64-го Берлинского кинофестиваля.
В 2024 году вышел фильм «Яд» (англ. Poison) люксембургской режиссёра Дезире Нозбуш по пьесе нидерландской драматургини Лот Векеманс с участием Тима Рота и Трине Дюрхольм. Фильм был представлен на 41-м международном кинофестивале в Мюнхене.
Трине Дюрхольм замужем за датским театральным режиссёром и хореографом Никласом Бендиксеном, они воспитывают сына. По словам Дюрхольм, материнство не мешает её актёрской карьере.

## Дискография
- 1987: Danse i Måneskin
- 1988: Blå & Hvide Striber
- 1988: Et Frossent Ojeblik
- 2004: Mr. Nice Guy
- 2005: Den Store Day

## Фильмография
| Год  |    | Русское название                        | Оригинальное название             | Роль                                            |
| ---- | -- | --------------------------------------- | --------------------------------- | ----------------------------------------------- |
| 1990 | ф  | Прилив                                  | Springflod                        | Паулина                                         |
| 1990 | ф  | Казанова                                | Casanova                          | Гурли                                           |
| 1991 | тф | Сесилия                                 | Cecilia                           | Сесилия                                         |
| 1996 | ф  | Величайшие герои                        | De største helte                  | Пернилла                                        |
| 1997 | мф | Геркулес                                | Hercules                          | Мегара                                          |
| 1998 | ф  | Торжество                               | Festen                            | Пия                                             |
| 1999 | ф  | В Китае едят собак                      | I Kina Spiser de Hunde            | Ханне                                           |
| 2001 | ф  | Точка зрения                            | P.O.V                             | Камилла                                         |
| 2002 | ф  | Бунгало                                 | Bungalow                          | Лене                                            |
| 2002 | ф  | Окей                                    | Okay                              | Трисса                                          |
| 2003 | ф  | Близнецы                                | Tvilling                          | Джулия                                          |
| 2004 | ф  | В твоих руках                           | Forbrydelser                      | Кейт                                            |
| 2005 | мс | Сказки Андерсена                        | H.C. Andersens eventyr            | дополнительные голоса                           |
| 2005 | ф  | Большой день                            | Den store dag                     | Син                                             |
| 2005 | ф  | Мухи на стене                           | Fluerne på væggen                 | Ми Ларсен                                       |
| 2006 | ф  | Мыло                                    | En Soap                           | Шарлотта                                        |
| 2006 | ф  | Небесный мастер: История летающей семьи | Der var engang en dreng           | Леди Панкейк                                    |
| 2006 | мф | Делай ноги                              | Happy Feet                        | Глория                                          |
| 2007 | ф  | Дэйзи Бриллиант                         | Daisy Diamond                     | Ева                                             |
| 2008 | ф  | Танцоры                                 | Dansen                            | Анника                                          |
| 2008 | мф | Ослепительный Барри и червяки диско     | Disco ormene                      | Глория                                          |
| 2008 | ф  | Мутная вода                             | DeUsynlige                        | Агнес                                           |
| 2008 | ф  | Маленький солдат                        | Lille soldat                      | Лотта                                           |
| 2010 | ф  | Месть                                   | Hævnen                            | Мариан                                          |
| 2011 | ф  | Комната 304                             | Værelse 304                       | Хелена                                          |
| 2012 | ф  | Королевский роман                       | En kongelig affære                | Юлиана Мария                                    |
| 2012 | ф  | Любовь – это всё, что тебе нужно        | Den skaldede frisør               | Ида                                             |
| 2013 | ф  | 3096 дней                               | 3096                              | Бригитта Сирни                                  |
| 2013 | ф  | Стрелок                                 | Skytten                           | Мия                                             |
| 2014 | ф  | Кто я                                   | Who Am I – Kein System ist sicher | Ханна Линдберг                                  |
| 2014 | ф  | Коммуна                                 | Kollektivet                       | Анна                                            |
| 2018 | ф  | X&Y                                     | X&Y                               | Трине Дюрхольм / альтер эго Микаэля Персбрандта |
| 2018 | ф  | Быть Астрид Линдгрен                    | Unga Astrid                       | приемная мама Ларса                             |
| 2019 | ф  | Психоз                                  | Psychosia                         | доктор Кляйн                                    |
| 2019 | ф  | Королева сердец                         | Dronningen                        | Анна                                            |
| 2021 | ф  | Маргарита — королева Севера             | Margrete den Første               | Маргрете I                                      |
| 2024 | ф  | Девушка с иглой                         | Pigen med nålen                   | Дагмар Овербю                                   |

## Награды и номинации
| Награды и номинации             | Награды и номинации | Награды и номинации                                        | Награды и номинации | Награды и номинации |
| Награда                         | Год                 | Категория                                                  | Итог                |                     |
| ------------------------------- | ------------------- | ---------------------------------------------------------- | ------------------- | ------------------- |
| Аманда                          | 2009                | Лучшая актриса за фильм «Мутная вода»                      | Номинация           |                     |
| Бодиль                          | 1991                | Лучшая актриса за фильм «Прилив»                           | Победа              |                     |
| Бодиль                          | 2005                | Лучшая актриса второго плана за фильм «В твоих руках»      | Победа              |                     |
| Бодиль                          | 2006                | Лучшая актриса за фильм «Мухи на стене»                    | Победа              |                     |
| Бодиль                          | 2007                | Лучшая актриса за фильм «Мыло»                             | Победа              |                     |
| Бодиль                          | 2008                | Лучшая актриса второго плана за фильм «Дэйзи Бриллиант»    | Номинация           |                     |
| Бодиль                          | 2009                | Лучшая актриса за фильм «Маленький солдат»                 | Номинация           |                     |
| Бодиль                          | 2011                | Лучшая актриса за фильм «Месть»                            | Победа              |                     |
| Бодиль                          | 2013                | Лучшая актриса за фильм «Любовь — это всё, что тебе нужно» | Номинация           |                     |
| Бодиль                          | 2013                | Лучшая актриса второго плана за фильм «Королевский роман»  | Номинация           |                     |
| Бодиль                          | 2016                | Лучшая актриса второго плана за фильм «Короче говоря»      | Номинация           |                     |
| Бодиль                          | 2016                | Мемориальный грант памяти Кэтрин Уиндфельд                 | Победа              |                     |
| Бодиль                          | 2017                | Лучшая актриса за фильм «Коммуна»                          | Победа              |                     |
| Бодиль                          | 2018                | Лучшая актриса за фильм «Ты исчезаешь»                     | Номинация           |                     |
| Зулу                            | 2004                | Лучшая актриса второго плана за фильм «В твоих руках»      | Победа              |                     |
| Зулу                            | 2011                | Лучшая актриса за фильм «Месть»                            | Номинация           |                     |
| Зулу                            | 2013                | Лучшая актриса за фильм «Любовь — это всё, что тебе нужно» | Победа              |                     |
| Роберт                          | 2003                | Лучшая актриса за фильм «Точка зрения»                     | Номинация           |                     |
| Роберт                          | 2005                | Лучшая актриса второго плана за фильм «В твоих руках»      | Победа              |                     |
| Роберт                          | 2006                | Лучшая актриса за фильм «Мухи на стене»                    | Номинация           |                     |
| Роберт                          | 2007                | Лучшая актриса за фильм «Мыло»                             | Победа              |                     |
| Роберт                          | 2007                | Лучшая актриса второго плана за фильм «За кадром»          | Номинация           |                     |
| Роберт                          | 2008                | Лучшая актриса второго плана за фильм «Дэйзи Бриллиант»    | Номинация           |                     |
| Роберт                          | 2009                | Лучшая актриса за фильм «Маленький солдат»                 | Номинация           |                     |
| Роберт                          | 2011                | Лучшая актриса за фильм «Месть»                            | Победа              |                     |
| Роберт                          | 2013                | Лучшая актриса за фильм «Любовь — это всё, что тебе нужно» | Победа              |                     |
| Роберт                          | 2013                | Лучшая актриса второго плана за фильм «Королевский роман»  | Победа              |                     |
| Роберт                          | 2015                | Лучшая актриса второго плана за фильм «Кого ты любишь»     | Номинация           |                     |
| Роберт                          | 2015                | Лучшая актриса в телесериале за телесериал «Наследие»      | Победа              |                     |
| Роберт                          | 2016                | Лучшая актриса в телесериале за телесериал «Наследие»      | Победа              |                     |
| Роберт                          | 2016                | Лучшая актриса второго плана за фильм «Короче говоря»      | Победа              |                     |
| Роберт                          | 2017                | Лучшая актриса за фильм «Коммуна»                          | Победа              |                     |
| Роберт                          | 2018                | Лучшая актриса в телесериале за телесериал «Наследие»      | Номинация           |                     |
| Роберт                          | 2018                | Лучшая актриса за фильм «Ты исчезаешь»                     | Номинация           |                     |
| Спутник                         | 2019                | Лучшая актриса в комедии или мюзикле за фильм «Нико, 1988» | Номинация           |                     |
| Премия Европейской киноакадемии | 2016                | Лучшая актриса за фильм «Коммуна»                          | Номинация           |                     |
| Премия Европейской киноакадемии | 2019                | Лучшая актриса за фильм «Королева сердец»                  | Номинация           |                     |